# 城中薈

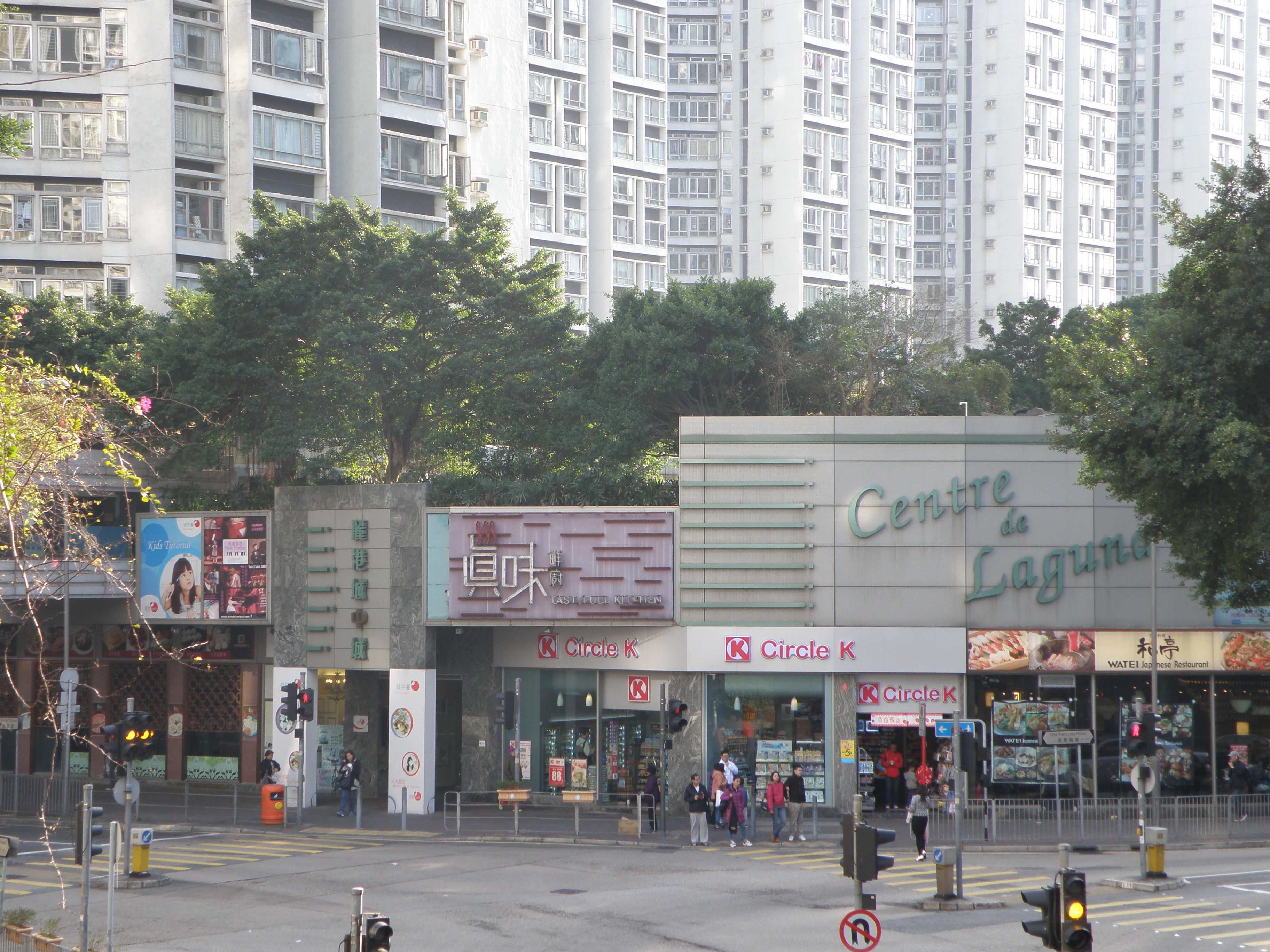
城中薈外貌

城中薈（英語：Centre de Laguna）（2011年7月前稱麗港城中城）為香港九龍藍田麗港城第三期基座商場之一。2005年，置富產業信託向長江實業購買本商場，並於2011年7月易名為城中薈。商場照顧住處居民基本需要。連鎖式租戶包括OK便利店(24小時營業)。

## 商戶
- 地下：OK便利店（24小時營業）、旺記食品、優質乾洗會、觀塘區議會鄧咏駿議員辦事處及順便智能櫃等。
- 一樓：SDM爵士芭蕾舞學院

## 已結業商戶
- 東海堂（搬遷至麗港城商場）、真味鮮廚、明珠棧、和亭日本料理、太興燒味、阿四快餐、新景象快餐, Let’s fitness